# Ioan Patrascu
Ioan Patrascu (8. studenog 1861. - ?) je bio rumunjski general i vojni zapovjednik. Tijekom Prvog svjetskog rata zapovijedao je 8. divizijom, te I., IV. i V. korpusom.

## Vojna karijera
Ioan Patrascu rođen je 8. studenog 1861. godine. Od 1879. godine pohađa Vojnu školu za pješaštvo i konjaništvo koju završava 1881. godine. Čin poručnika dostiže 1885. godine, u čin satnika promaknut je 1890. godine, dok je u čin bojnika unaprijeđen 1896. godine. Pohađa i Ratnu školu u Bukureštu. Godine 1902. promaknut je u čin potpukovnika, dok čin pukovnika dostiže 1907. godine. Tijekom karijere zapovijeda raznim jedinicama, između ostalog, 7. i 20. pješačkom pukovnijom. Godine 1913. promaknut je u čin brigadnog generala, a sudjeluje i u Drugom balkanskom ratu. 

## Prvi svjetski rat
Na početku neprijateljstava Rumunjske i Centralnih sila, Patrascu zapovijeda 8. divizijom. Navedena divizija nalazila se u sastavu 4. armije kojom je zapovijedao Constantin Prezan. Osmom divizijom zapovijeda sve do veljače 1918. s time da je u razdoblju od studenog do prosinca 1916. zapovijedao i I. korpusom. Godine 1917. promaknut je u čin divizijskog generala.
U veljači 1918. Patrascu je imenovan zapovjednikom IV. korpusa, dok u rujnu 1918. preuzima zapovjedništvo nad V. korpusom zamijenivši na tom mjestu Ioana Istratea. Navedenim korpusom zapovijeda do travnja 1919. godine.